# Hibbertia basaltica
Hibbertia basaltica är en tvåhjärtbladig växtart som beskrevs av A.M.Buchanan och Schah. Hibbertia basaltica ingår i släktet Hibbertia och familjen Dilleniaceae. Inga underarter finns listade i Catalogue of Life.